# Ратуша (Бохум)

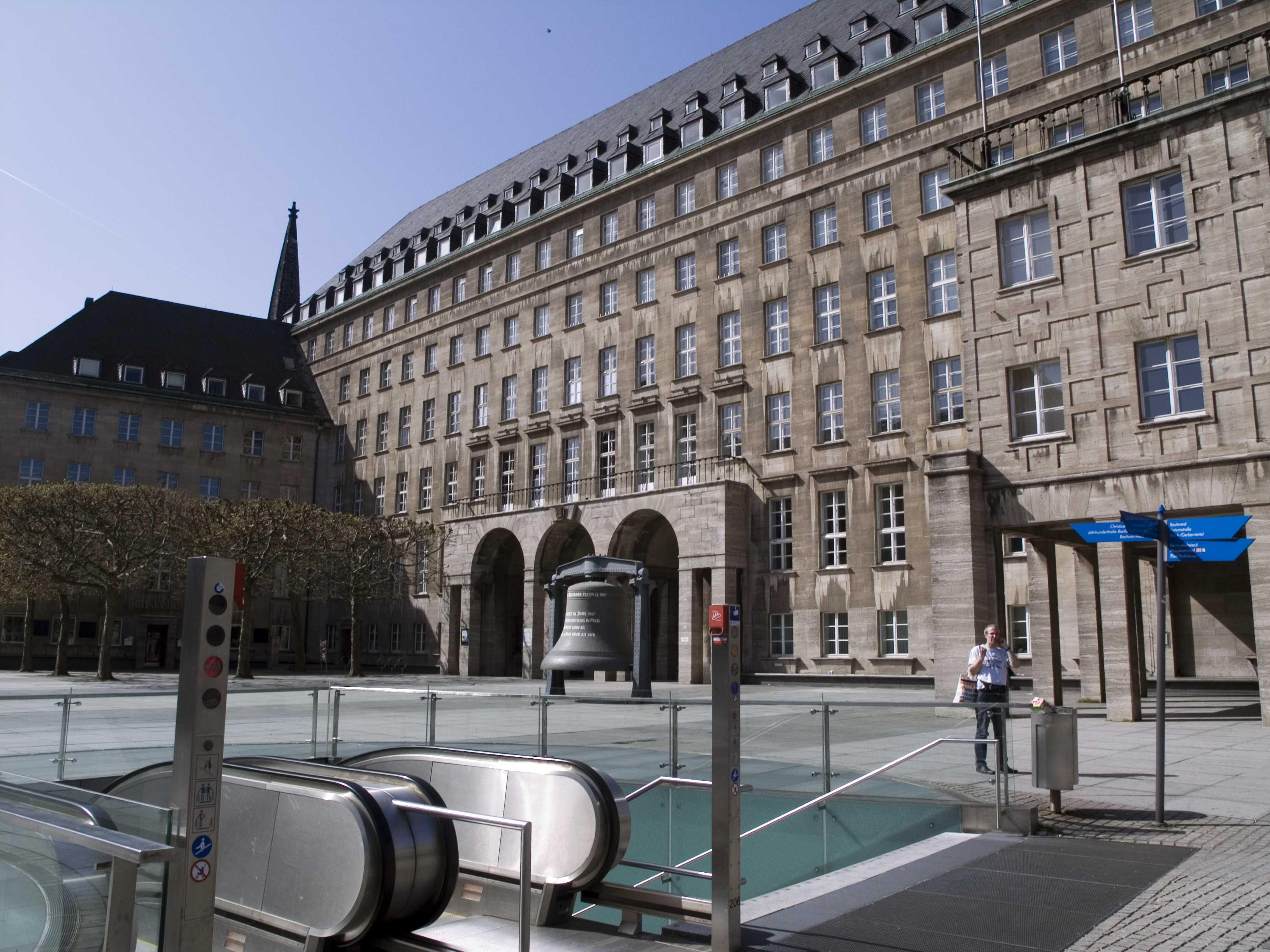

Ратуша Бохума (нем. Rathaus Bochum) — здание городского управления города Бохум (федеральная земля Северный Рейн — Вестфалия).

Первая ратуша Бохума была построена на Старом рынке напротив церкви Святых Апостолов Петра и Павла в 1697 году. В 1886 году ратуша была переведена в здание бывшего отеля на улице Alleestraße.

После расширения территорий, подчинённых бохумскому магистрату, в 1904, 1926 и 1929 году население города превысило 200 000 человек, в результате чего возникла необходимость в строительстве новой ратуши. Здание новой ратуши по проекту архитектора Карла Рота было заложено в 1927 году, а его торжественное открытие состоялось 20 мая 1931 года. Строительство ратуши обошлось в сумму 9,25 млн. рейхсмарок. Здание, имеющее 329 комнат, было построено в стиле испанского монастыря Эскориал. В плане здание ратуши образует равнобедренную трапецию с обширным внутренним двором 40×46 м, вход в который осуществляется через арочный портал, расположенный на обращённом к югу главном фасаде. Также с восточной стороны главного фасада имеется двухэтажная выступающая пристройка. Цоколь здания выполнен из гранита, остальная часть — из ракушечника.

 Ратуша декорирована художественными бронзовыми решетками, скульптурами из бронзы, а также художественными элементами из камня работ Августа Фогеля, Пауля Винанда, Рихарда Лангера, Рихарда Гура и Аугусто Варнези. Внутренние помещения ратуши декорированы элементами из меди, бронзы, широко использовались тёмные деревянные панели.

Во время второй мировой войны в 1943 году на вооружение были переплавлены бронзовые скульптуры, также имелись не очень значительные повреждения каменных стен и элементов здания. Работы по восстановлению были полностью окончены к 1951 году

В 1980—1982 с северной стороны к зданию ратуши были пристроены здания образовательного и административного центров.

Перед зданием ратуши установлен Бохумский колокол.